# Apanteles wanei
Apanteles wanei är en stekelart som beskrevs av Jean Risbec 1951. Apanteles wanei ingår i släktet Apanteles och familjen bracksteklar. Inga underarter finns listade i Catalogue of Life.